# Парадайз-Веллі (Невада)
Парадайз-Веллі (англ. Paradise Valley) — переписна місцевість (CDP) в США, в окрузі Гумбольдт штату Невада. Населення — 71 особа (2020).

## Географія
Парадайз-Веллі розташований за координатами 41°29′22″ пн. ш. 117°31′56″ зх. д. / 41.48944° пн. ш. 117.53222° зх. д. (41.489579, -117.532211).  За даними Бюро перепису населення США в 2010 році переписна місцевість мала площу 41,30 км², з яких 41,28 км² — суходіл та 0,02 км² — водойми.

## Демографія
Згідно з переписом 2010 року, у переписній місцевості мешкало 109 осіб у 51 домогосподарстві у складі 35 родин. Густота населення становила 3 особи/км².  Було 92 помешкання (2/км²).
Расовий склад населення:
| - 89,0 % — білих - 1,8 % — корінних американців - 6,4 % — осіб інших рас |

До двох чи більше рас належало 2,8 %. Частка іспаномовних становила 18,3 % від усіх жителів.
За віковим діапазоном населення розподілялося таким чином: 18,3 % — особи молодші 18 років, 65,2 % — особи у віці 18—64 років, 16,5 % — особи у віці 65 років та старші. Медіана віку мешканця становила 48,8 року. На 100 осіб жіночої статі у переписній місцевості припадало 127,1 чоловіків;  на 100 жінок у віці від 18 років та старших — 122,5 чоловіків також старших 18 років.
Цивільне працевлаштоване населення становило 116 осіб. Основні галузі зайнятості: виробництво — 47,4 %, будівництво — 23,3 %, науковці, спеціалісти, менеджери — 18,1 %.

## Персоналії
- Една Перваєнс (1895-1958) — американська актриса німого кіно.